# Liverdun
Liverdun település Franciaországban, Meurthe-et-Moselle megyében. Lakosainak száma 5656 fő (2022. január 1.). Liverdun Aingeray, Champigneulles, Frouard, Jaillon, Marbache, Pompey, Rosières-en-Haye, Saizerais, Villey-Saint-Étienne és Bois-de-Haye községekkel határos.

## Népesség
A település népességének változása:
| Lakosok száma | 3876 | 6110 | 6435 | 5911 | 5960 | 6033 | 6087 | 5863 | 5749 | 5656 |
|               | 1968 | 1982 | 1990 | 2006 | 2013 | 2015 | 2017 | 2019 | 2020 | 2022 |